# Port lotniczy Carti
Port lotniczy Cartí – jeden z panamskich portów lotniczych, zlokalizowany w mieście Cartí.